# Regnbågskaktus
Regnbågskaktus (Echinocereus rigidissimus) är en suckulent växtart inom släktet kägelkaktusar (Echinocereus) och familjen kaktusväxter.

## Beskrivning
Areolerna på denna lilla kaktus är ovala och rosafärgade. Det saknas centraltaggar och enbart en yttre rand med 18 till 22 taggar i varje areol, vilket ser ut som en rad dekorativa spindlar på frammarsch. Blommorna är purpurfärgade med ljusgrön mitt, sex till åtta centimeter långa och lika breda. 
Det vetenskapliga namnet rigidissimus betyder synnerligen stel.

## Förekomst
Regnbågskaktus kommer ursprungligen från Arizona i USA och Sonora i Mexiko.

## Odling
Alla kägelkaktusar vill ha det varmt och soligt. På sommaren gäller det att se till att de inte får torka för länge, rejält med vatten och sedan låta jorden torka till innan nästa vattning. På hösten minskar behovet av vatten, och under vintervilan i en temperatur runt 12°C kan vattningen i stort sett upphöra. Från maj till oktober ges kaktusnäring en gång i månaden. Äldre plantor omplanteras vart 3:e till 4:e år. Regnbågskaktus ogillar kalk och växer vanligen på jordar med lågt pH.

## Andra arter
E. russanthus med vita areoler och på unga plantor röda taggar upptill. E. viridiflorus som har ljusgröna blommor med en längsgående, mörkare rand på varje kronblad, och blommorna är två till tre centimeter långa och breda. E. scopulorum med blommor i olika rosa toner.

## Bilder

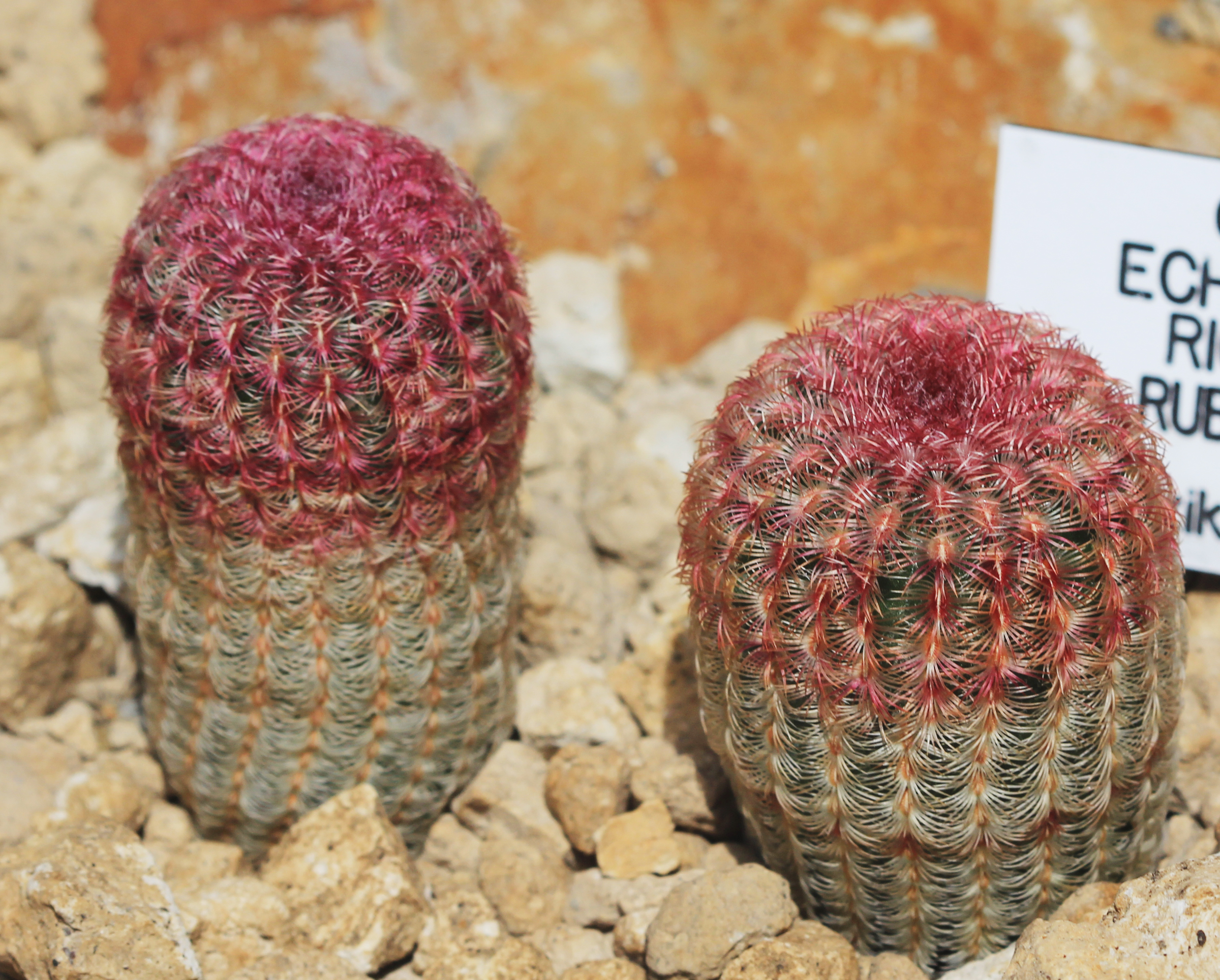
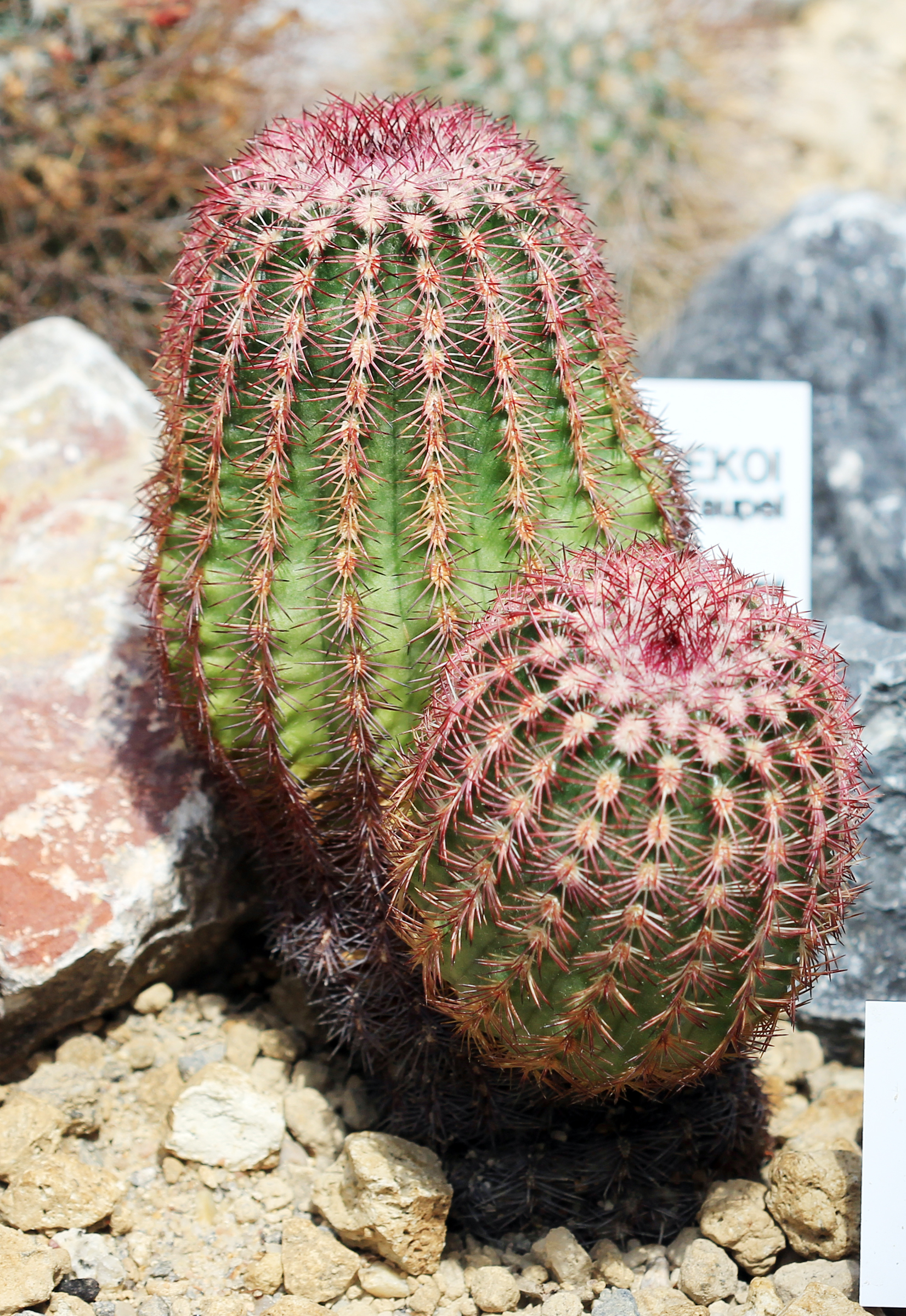
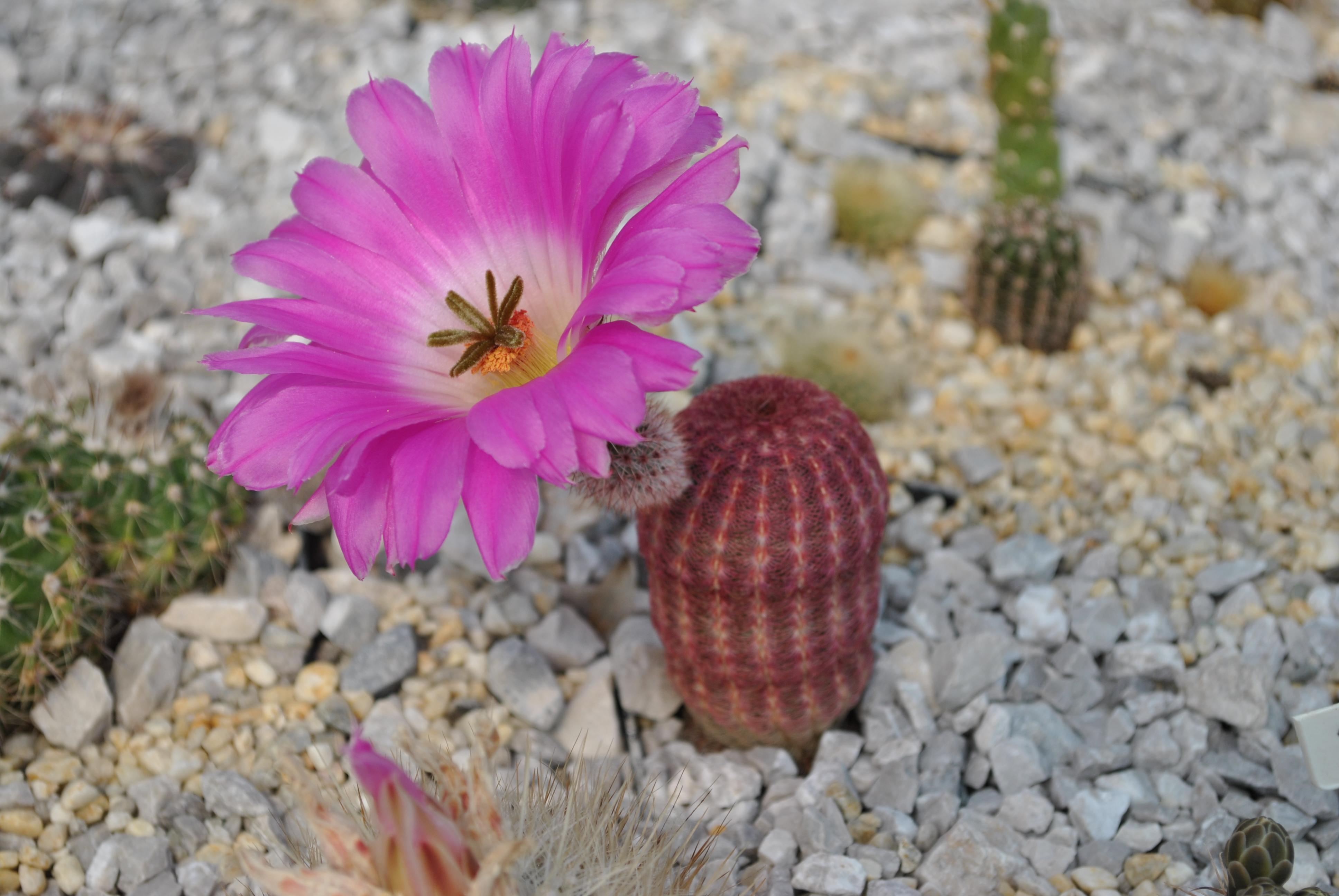
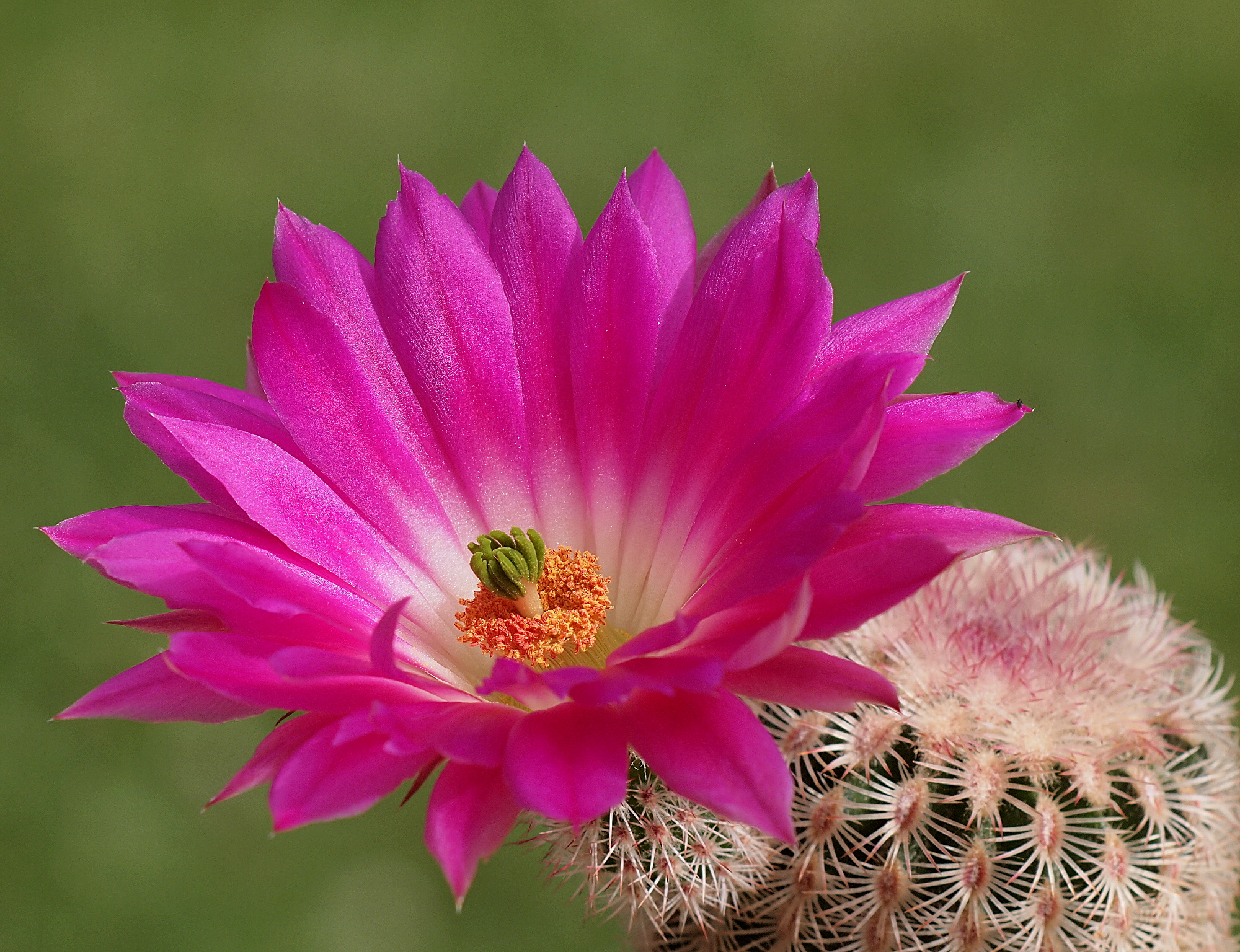
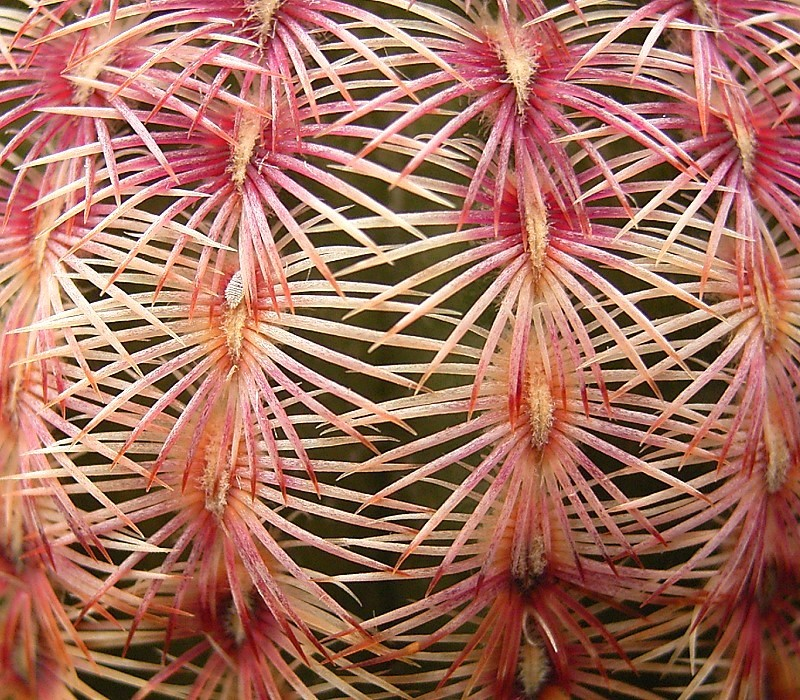

## Synonymer
Cereus pectinatus var. rigidissimus Engelmann
Echinocereus candicans Runge ex Haage
Echinocereus dasyacanthus var. rigidissimus (Engelmann) Marshall & Bock
Echinocereus nogalensis Haage  nom. inval.
Echinocereus pectinatus f. rigidissimus (Engelmann) Krainz
Echinocereus pectinatus var. rigidissimus (Engelmann) Engelmann ex Rümpler
Echinocereus pectinatus var. robustior Hort. ex Hirscht
Echinocereus pectinatus var. robustus Bauer ex Wittmack
Echinocereus pectinatus var. rubescens Weniger  nom. inval.
Echinocereus rigidissimus (Engelmann) Hort. ex F. A. Haage
Echinocereus robustior Britton & Rose